# Renault R312
Le Renault R 312 est un modèle d'autobus construit par Renault de fin 1987 à 1997. Son nom correspond à ses caractéristiques principales : trois portes (3) - au moins pour les premiers exemplaires - et long de douze (12) mètres.
Successeur du SC 10, cet autobus à plancher bas et plat est produit à 4 312 exemplaires avant de céder sa place à l'Agora.

## Histoire
Après le premier choc pétrolier, l'Union des transports publics et ferroviaires suggère en 1974 la création d'un comité chargé d'étudier les caractéristiques d'un autobus urbain suffisamment attractif pour limiter le recours à la voiture particulière en ville. Ce comité établit un cahier des charges portant sur le confort, l'accessibilité, la facilité d'exploitation et d'entretien et l'agrément de conduite et confie la réalisation du projet à Renault en 1979. Le constructeur conçoit et teste avec la RATP les concepts de Renault R 312. Le prototype no 5001 est présenté au public sur la ligne 21 le 21 octobre 1985. Il est appelé à succéder au Renault SC10, construit jusqu'en 1989. Il s'agit du premier autobus à plancher intégralement plat sur toute la longueur du véhicule et accessible par une seule marche.
Afin de prendre en compte l'avis des voyageurs et procéder à différents tests, les réseaux de Strasbourg, de Lyon, du Havre, de Paris, d'Angoulême, de Toulouse et de Marseille en ont reçu un exemplaire entre avril et juillet 1985. Ces deux derniers réseaux n'en commanderont aucun exemplaire par la suite, préférant l'Heuliez GX 107 (et sa variante GX 113 spécifiquement pour Marseille). La première ville à recevoir le R 312 produit en série est Caen le 30 novembre 1987.
Entre 1987 et 1997, le R 312 a été doté de moteurs répondant aux normes d'anti-pollution Euro 0, Euro 1 et Euro 2. Ces différentes versions sont reconnaissables à différents capots moteurs.
Après presque 10 ans de commercialisation, le Renault Agora lui succédera. Avec les nouvelles normes d'accessibilité de 2015, les réseaux sont contraints de les enlever progressivement du service commercial, ce pourquoi ils sont de plus en plus rares. Parmi les véhicules réformés, certains ont été revendus et continuent à être utilisés dans les pays émergents, par exemple à Varna (Bulgarie), à Cluj (Roumanie) ou à Abidjan (Côte d'Ivoire) chez la SOTRA.
À partir de 1995, la RATP et le petit réseau d’Istres ont commandé des R312 à deux portes. Cette version résulte d'une volonté de lutter contre la fraude apparue en masse avec l’accessibilité en libre service (par n'importe quelle porte) des R312 à trois portes. C'est aussi dans l'atelier central de Championnet que la RATP a construit le prototype "Archibus" ainsi que les premiers bus qui lui étaient destinés. La RATP a donc fait circuler 3 prototypes puis 939 R312 à 3 portes et 656 à 2 portes.
Les exemplaires destinés à Disneyland Paris avaient quant à eux la particularité d'être en configuration dite "202" (une porte à l'avant, une porte au niveau du porte à faux arrière).
À l'étranger, cet autobus a connu un certain succès en Espagne avec des exemplaires carrossés localement (par Beulas, Hispano...) et circulant à Valence, Saragosse, Vigo, León ainsi qu'à Tarragone, et en Belgique dans les diverses filiales du TEC. Les Transports publics genevois en ont acquis 34 exemplaires.
Contrairement au PR 100 qui l'a précédé et à l'Agora qui l'a suivi, le R 312 n'a jamais été décliné en version autobus articulé.

## Caractéristiques

### Caractéristiques générales
- Longueur : 11,9 m
- Largeur : 2,50 m
- Hauteur : 3,10 m
- Masse à vide : 11,45 t
- PTAC : 19 t
- Capacité du réservoir (diesel) : 2 x 180 litres
- Capacité de transport : 90 personnes dont 32 places assises (variable selon l'aménagement intérieur).
- Version en 2 et 3 portes.
- Garde au sol (inférieure à) : 0,3 m
- Porte-à-faux avant : 2,71 m
- Empattement : 6,120 m
- Porte-à-faux arrière : 3,160 m
- Déport du porte à faux arrière : 0,6 m
- Rayon de balayage : 11,45 m
- Freins à disques sur toutes les roues.
- Suspensions pneumatique Contitech

### Motorisation
Le moteur Renault MIDR 06.20.45 disponible en deux puissances est vertical, disposé transversalement dans le porte-à-faux arrière sur la gauche du véhicule, la boite de vitesses également transversale est placée sur sa droite avec un renvoi d'angle à sa sortie.
| Moteur            | Renault MIDR 06.20.45 F                            | Renault MIDR 06.20.45                              |
| ----------------- | -------------------------------------------------- | -------------------------------------------------- |
| Carburant         | diesel                                             | diesel                                             |
| Type              | 6 cylindres en ligne turbocompressé                | 6 cylindres en ligne turbocompressé                |
| Cylindrée         | 9 839 cm3                                          | 9 839 cm3                                          |
| Performance       | 152 kW (206 ch) à ?tr/min                          | 186 kW (253 ch)                                    |
| Boite de vitesses | automatique Voith D 851.2; automatique ZF 4 HP 500 | automatique Voith D 851.2; automatique ZF 4 HP 500 |

### Aménagement

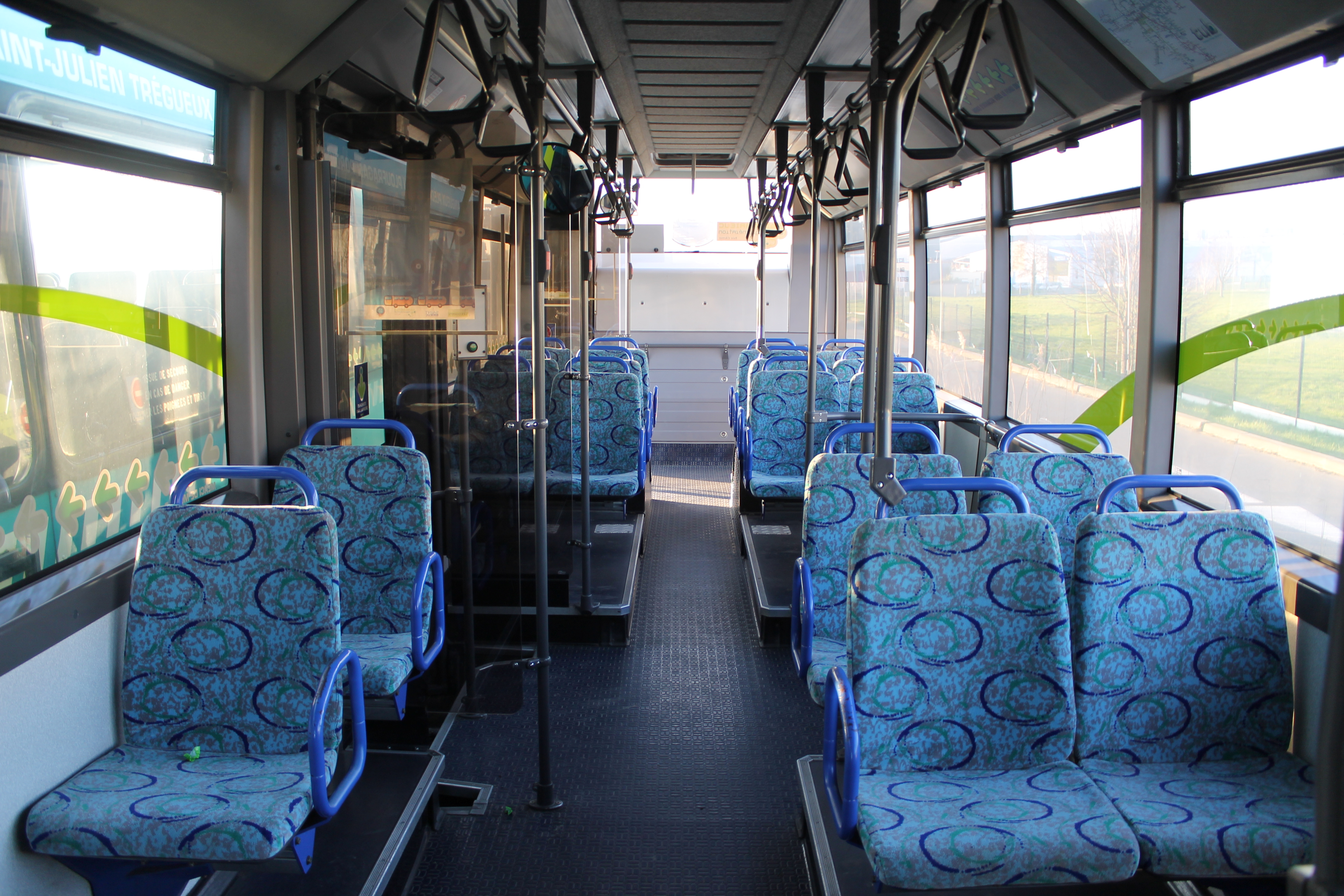
Vue avant.
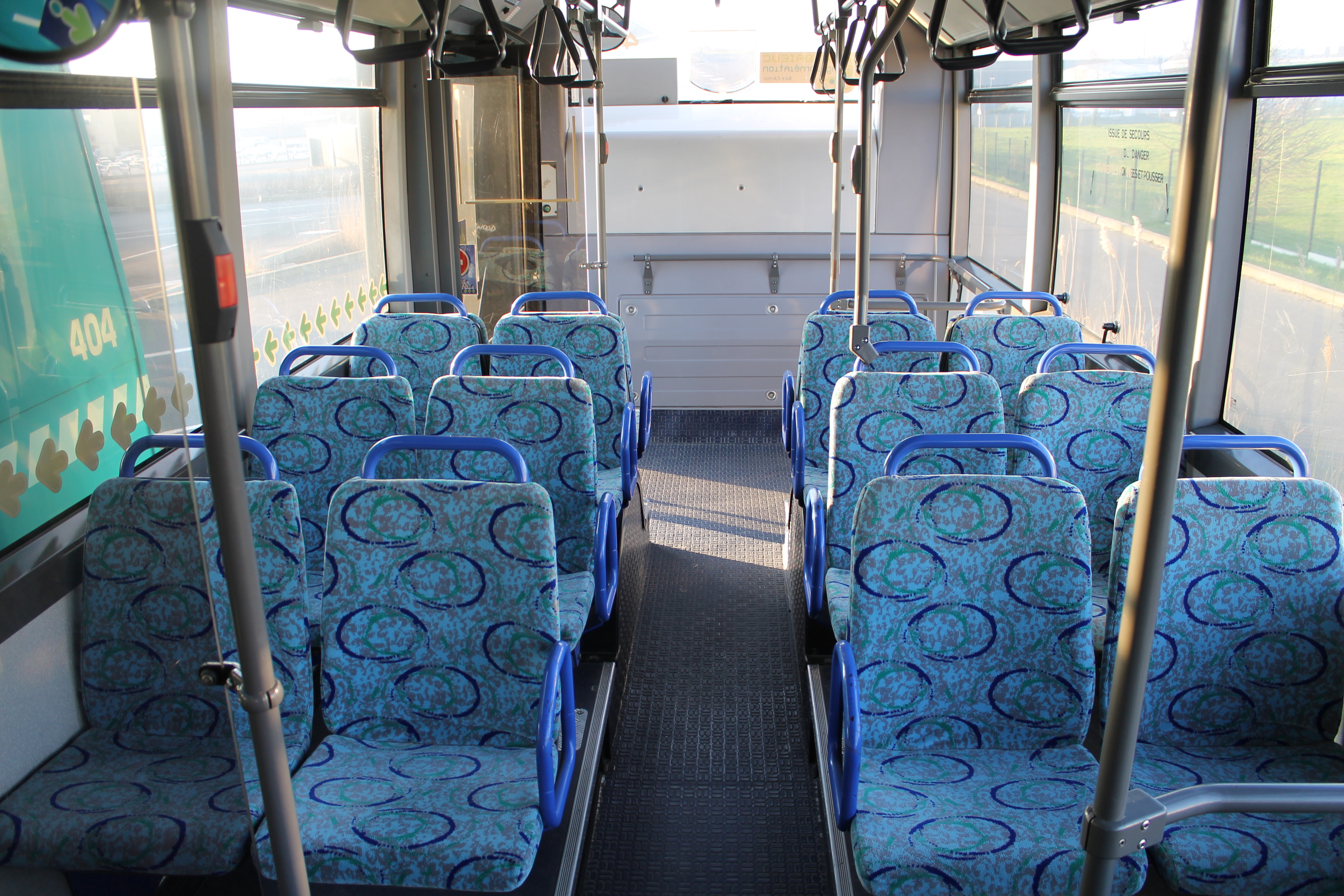
Vue arrière.
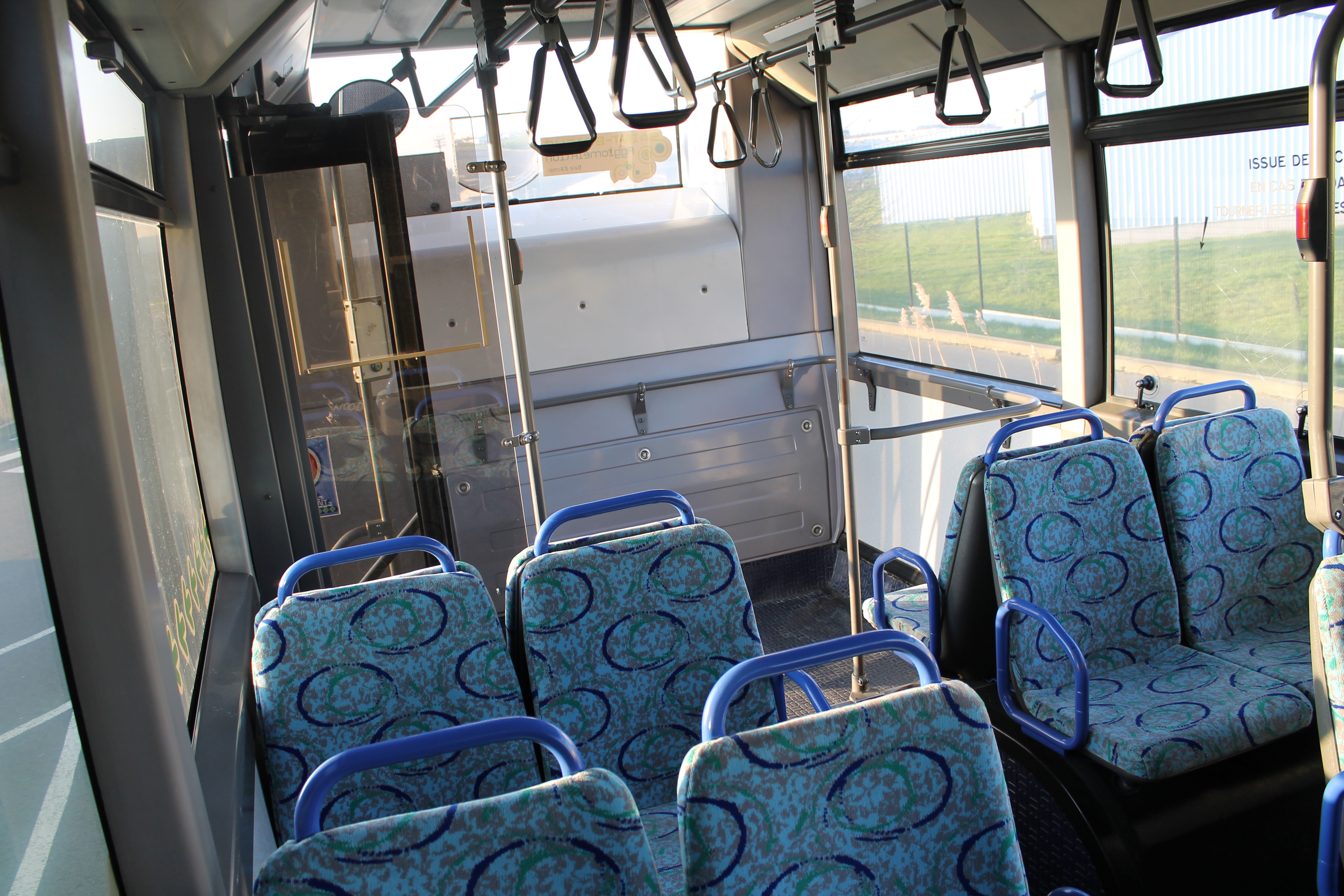
Vue arrière.

## Préservation
Plusieurs exemplaires de ce modèle de véhicules sont préservés, en France et à l’étranger. Parmi ceux-ci, on peut noter :
| Propriétaire                           | Mise en service | Origine                        | Notes                       | Image      |
| -------------------------------------- | --------------- | ------------------------------ | --------------------------- | ---------- |
| Association Sauvabus                   | 1985            | RATP (Paris) no 5002           | Prototype                   | sans cadre |
| Association Car-Histo-Bus              | décembre 1987   | Réseau Twisto (Caen) no 401    | Premier exemplaire de série | sans cadre |
| Association Autocars Anciens de France | juillet 1990    | Réseau CTS (Strasbourg) no 589 |                             | sans cadre |
| Association Sauvabus                   | septembre 1991  | RATP (Paris) no 5379           |                             | sans cadre |
| Association Standard 216               | janvier 1992    | Réseau Tag (Grenoble) no 901   |                             | sans cadre |
| Association Amtuir                     | septembre 1992  | Réseau TCAT (Troyes) no 194    |                             | sans cadre |
| Association Sauvabus                   | décembre 1994   | RATP (Paris) no 6011           |                             | sans cadre |